# Police Academy – Dümmer als die Polizei erlaubt

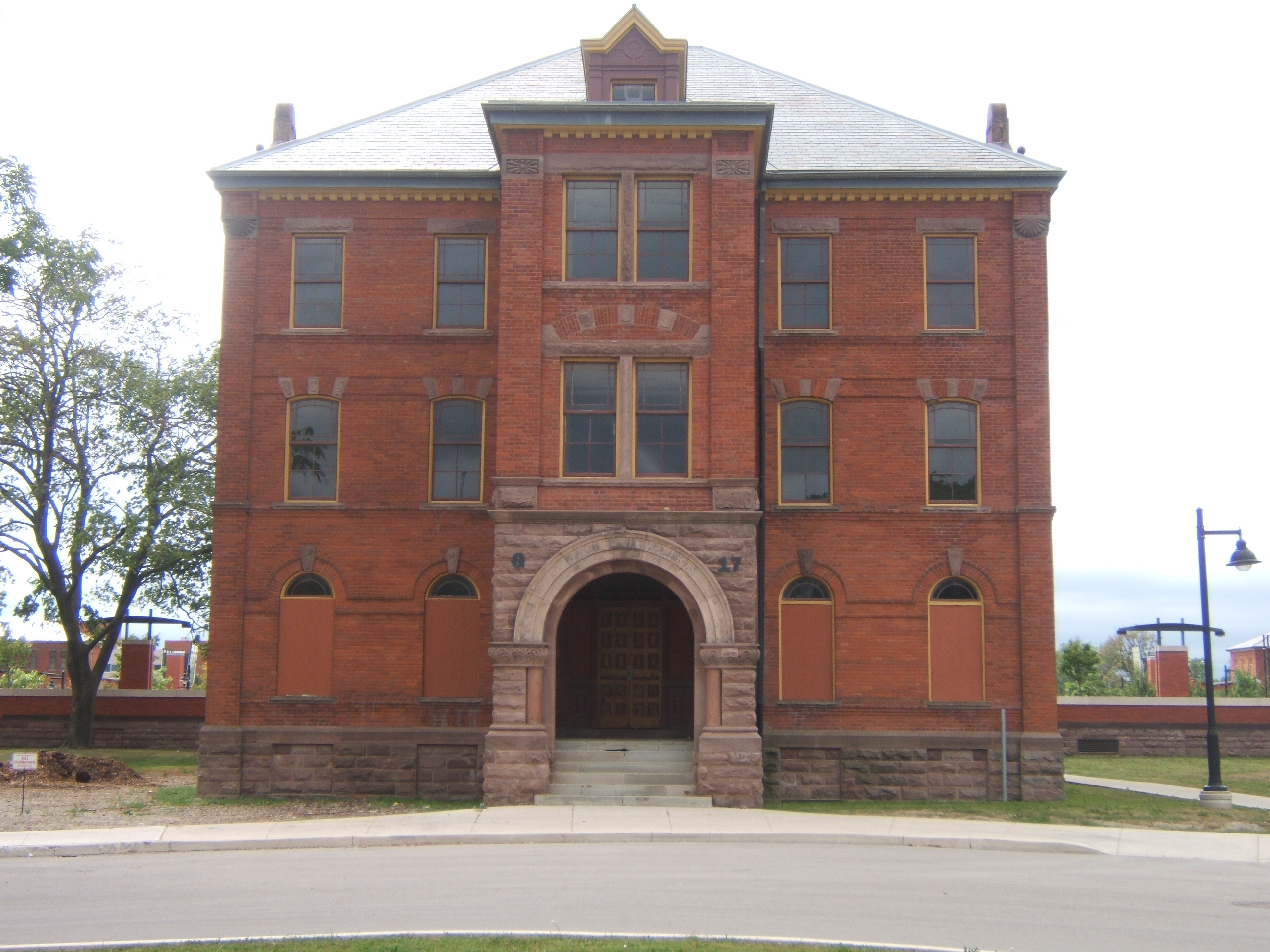
Frontansicht des Akademie-Gebäudes. Über dem Eingang befindet sich Lassards Büro.

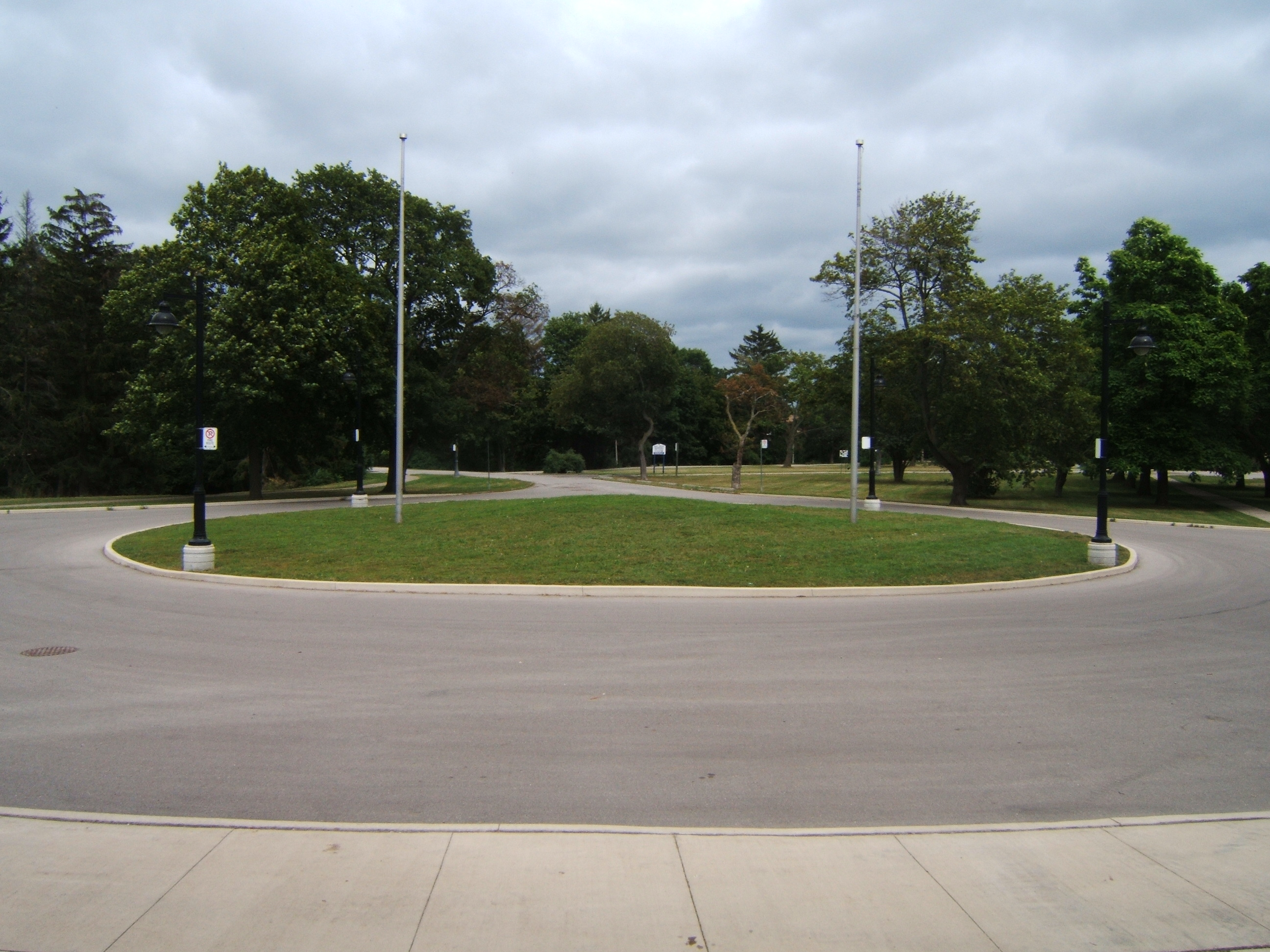
Vorplatz der Akademie (im Film in der Mitte mit dem Logo von Police Academy verziert). Die Flaggenmasten sind in ähnlicher Form im Film zu sehen.

Police Academy – Dümmer als die Polizei erlaubt ist ein US-amerikanischer Spielfilm aus dem Jahr 1984. Er war damals ein großer Erfolg und begründete eine siebenteilige Reihe von Filmen sowie zwei TV-Serien.
Der erste Police-Academy-Film legte das Fundament für die ganze Serie. Zum einen wird die Stilform mit vielen Slapstick- und Klamaukelementen gefunden, die das Kennzeichen der ganzen Serie werden sollten. Zum anderen werden viele Charaktere eingeführt, die über lange Strecken der Serie Bestand haben sollten. Der Film wird gemeinhin als der beste der Serie angesehen.

## Handlung
Die neue Bürgermeisterin der Stadt, Mary Sue Beal, hat beschlossen, dass künftig weder Größe noch Gewicht, Geschlecht, Bildung oder physische Stärke als Grund gelten sollen, einen Rekruten von der örtlichen Polizeischule, der Police Academy, abzuweisen.
Dies wird in der Polizei negativ aufgenommen, da hierdurch auch zahlreiche offenkundig ungeeignete Kandidaten in der Police Academy zur Ausbildung erscheinen:
Eugene Tackleberry arbeitet als Nachtwächter in einem Hochhaus und stellt nachts vermeintlichen Einbrechern nach. Carey Mahoney ist Parkwächter auf einem Großstadtparkplatz, der sich in Schwierigkeiten bringt und auf dem Polizeirevier landet, wo er Larvell Jones trifft. Der Revierleiter stellt ihn vor die Wahl: Entweder er nimmt am Training der Akademie teil oder er sitzt seine Zeit im Gefängnis ab. Mahoney entscheidet sich widerwillig für die Akademie, fragt aber, ob er Larvell Jones mitnehmen kann. Leslie Barbara ist ein Verkäufer in einem mobilen Fotogeschäft, der immer wieder von Rowdys terrorisiert wird. Douglas Fackler ist ein spröder Buchhaltertyp und will gegen den Willen seiner Frau Polizist werden. Karen Thompson, Tochter einer reichen Familie, möchte Polizistin werden, um etwas zu erleben und Menschen kennenzulernen, die sie sonst nie treffen würde. Ihre Mutter ist davon wenig überzeugt. George Martín ist ein Frauenheld. Weiterhin sind der sehr große Florist Moses Hightower und Laverne Hooks, die eine sehr leise und hohe Stimme hat, unter den Rekruten.
Commissioner Hurst bittet Commandant Lassard, den Leiter der Akademie, das Training so zu gestalten, dass gewisse Leute es lieber vorziehen, freiwillig zu gehen. Lassards Assistent Harris ist von der Idee offenbar begeistert, Lassard hingegen nur zum Schein. Harris erkennt in den Rekruten Copeland und Blankes willige Helfer, die dazu beitragen sollen, missliebige Kadetten herauszuekeln.
Schon beim ersten Training werden die Kadetten geschunden. Mahoney sucht Lassard auf, um ihn davon zu überzeugen, dass er die Akademie verlassen will. Lassard eröffnet ihm daraufhin, dass Captain Reed darum gebeten hat, ihn auf gar keinen Fall hinauszuwerfen. Zwischen Harris und Mahoney entwickelt sich eine Feindschaft, bei der Mahoney Streiche spielt und Harris mit disziplinarischen Maßnahmen reagiert. Copeland und Blankes werden darauf angesetzt, herauszufinden, wo die obligatorische Party der Kadetten stattfindet, werden aber durch einen Trick Mahoneys in die Blue Oyster Bar, einen Schwulenclub, geleitet, wo sie zum Mittanzen gezwungen werden. Derweil haben die anderen Spaß auf der echten Party. Thompson und Mahoney kommen sich dabei auch näher.
Der Frauenheld George Martín beginnt eine Affäre mit der Ausbilderin Sergeant Callahan, die ihn bei seinen nächtlichen Ausflügen in die Quartiere der weiblichen Rekruten erwischt hatte.
Das Training der Kadetten klappt zunehmend besser. Beim Fahrtraining fährt Hooks versehentlich über Copelands Füße. Der beleidigt sie, woraufhin Hightower aus Wut den Polizeiwagen umwirft und hinausgeworfen wird. Infolge des Zwischenfalls kommt es in der Kantine zu einer Schlägerei, an der auch Mahoney beteiligt ist. Er nimmt die Schuld auf sich und wird daraufhin ebenfalls suspendiert.
Eine Kettenreaktion infolge einer Ungeschicklichkeit von Douglas Fackler löst Unruhen in der ganzen Stadt aus. Die Kadetten sollen in ruhigeren Bezirken als Unterstützung eingesetzt werden. Mahoney macht trotz seines Rauswurfs mit. Durch einen Koordinationsfehler landen die Kadetten aber in der Nähe der aufgewühlten Menge. Copeland und Blankes provozieren einige der Aufrührer und werden von diesen ihrer Waffen entledigt. Sie können zwar fliehen, landen dabei aber wieder in der Blue Oyster Bar. Harris wird gekidnappt. Mahoney eilt ihm zu Hilfe, wird aber auch entwaffnet. Hightower, eigentlich wieder Zivilist, rettet die Situation und überwältigt den Kidnapper.
Mahoney und Hightower werden daraufhin bei der Veranstaltung zum erfolgreichen Abschluss der Ausbildung mit der höchsten Auszeichnung dekoriert, die die Polizei vergibt.

## Personen
Neben den wiederkehrenden Figuren sind folgende Figuren im Film zu sehen:
- George Martín (Andrew Rubin): Kadett, der sich mit seinem spanischen Akzent erfolgreich als Frauenheld in der Akademie betätigt. U. a. hat er deshalb auch eine Affäre mit Callahan. Seine lateinamerikanische Erscheinung ist allerdings nur Fassade – später gibt er zu, dass er den Akzent nur vortäuscht, um sich für Frauen interessant zu machen.
- Karen Thompson (Kim Cattrall): Attraktive Kadettin, die aus reichem Hause kommt und das Ziel der Flirts von Carey Mahoney ist. Sie gibt als Gründe für ihren Berufswunsch unter anderem an, dass sie sich gerne wie ein Mann kleidet und Menschen treffen möchte, die sie sonst nie treffen würde.
- Leslie Barbara (Donovan Scott): Übergewichtiger Kadett, der in einem mobilen Fotogeschäft arbeitet und des Öfteren von einer Gang terrorisiert wird. Er hat einen (männlichen) Hund namens Princess, der offenbar Lassards linkes Bein so attraktiv findet, dass er versucht, es zu begatten.
- Namenloser Bösewicht (Doug Lennox): Er taucht erst gegen Ende des Films auf und bleibt unbenannt. Er kidnappt Harris bei den Unruhen und wird schließlich überwältigt. Er taucht im dritten Film noch einmal auf.

## Hintergrund

### Idee
Paul Maslansky, der Produzent der Serie, hatte die Idee zu dem Film, als er in San Francisco eine Menge Polizeikadetten bei der Arbeit sah. Ihm fiel auf, dass die Gruppe sehr bunt gemischt war. Es fanden sich darunter Männer und Frauen jeder Größe, jedes Gewichts und jeder Hautfarbe. Er fragte daraufhin einen anwesenden Polizeibeamten, warum das so wäre. Daraufhin antwortete dieser, dass die Richtlinien der Polizei verlangten, nahezu jeden unabhängig von deren körperlicher Eignung anzunehmen. Allerdings werfe man die Ungeeigneten nach drei Wochen wieder hinaus. Daraus entwickelte Maslansky die Idee, einen Film mit unfähigen Polizeikadetten zu drehen, bei denen aber die Polizei keinen so leicht hinauswirft.

### Casting
Die Hauptdarsteller wurden größtenteils sofort engagiert, weil die Produzenten von deren Leistungen und Auftreten begeistert waren:
- Steve Guttenberg, dessen Vater Polizist war, trug bei seinem Casting ein originales Polizeishirt.
- Die Macher des Films besuchten eine Stand-Up-Comedy-Show von Michael Winslow in Long Beach. Sie waren davon so begeistert, dass sie ihn sofort engagierten. Da es noch keine Rolle für ihn in dem Film gab, schrieb Hugh Wilson extra für ihn die Rolle des Larvell Jones.
- Debbie Callahan wurde in der ursprünglichen Beschreibung als 45 Jahre alt mit einem Schnurrbart porträtiert. Leslie Easterbrook war zunächst nicht begeistert über die Empfehlung ihres Agenten und arbeitete zwei Nachmittage daran, entsprechend laut und dominant aufzutreten. Als sie sogar ihrem damaligen Ehemann Furcht einzuflößen vermochte, ging sie zum Vorsprechen und glaubte erst nicht, dass sie angenommen werden würde, weil die Produzenten verängstigt gewirkt haben.
- Donovan Scott, der Leslie Barbara spielte, machte beim Casting schon beim Hereinkommen eine Slapstick-Einlage, was Paul Maslansky sofort überzeugte.
- Marion Ramsey alias Laverne Hooks hielt die Idee, für Police Academy vorzusprechen, erst für einen Witz. Als sie beim Casting eine kurze Kostprobe aus einem Scherz über Michael Jackson vorführte, wollten die Produzenten gar nichts von dem eigentlichen Text vorgelesen bekommen und luden sie sofort zu Probeszenen ein.
- David Graf kam in einem Tarnanzug zum Vorsprechen und Paul Maslansky wusste sofort, dass er die richtige Besetzung für Eugene Tackleberry sein würde.
- Bruce Willis, zu jener Zeit noch unbekannt, sprach für die Rolle des Mahoney vor.
- Robert Conrad lehnte die Rolle des Commandant Lassard ab, was er später sehr bereute.

### Drehorte
Der Film wurde in Toronto gedreht (siehe auch Wiederkehrende Schauplätze in Police Academy).
Das Akademiegebäude war früher eine psychiatrische Klinik und gehört heute zur Hochschule Humber College, dessen Lakeshore Campus sich heute (Stand 2023) dort befindet. Als Wohnhaus von Commandant Lassard im Film fungierte das Cumberland House, welches sich ca. 3 km von dem Lakeshore Campus entfernt befindet, früher die Wohnung des Klinikchefs war und heute Sitz einer Drogenberatungsstelle für Frauen ist. Die Szene im Blue Oyster Club wurde im Nachtclub Silver Dollar Room gedreht. Der Parkplatz, auf dem Mahoney zu Beginn arbeitet, ist mittlerweile bebaut, aber zahlreiche Straßenszenen existieren heute noch in ähnlicher Form.

### Weiteres
Hugh Wilson, dessen erste Regiearbeit der Film ist, hat einen Cameo-Auftritt als verärgerter Fahrer eines Autos, den Hightower und Mahoney bei ihrem nächtlichen Ausflug rammen.

## Kritik
Der Film ist der mit Abstand erfolgreichste der Serie. In den USA spielte er 81 Millionen US-Dollar ein, was einem Drittel der Einnahmen der ganzen Serie entspricht und ihn auf Platz 6 der erfolgreichsten Filme des Jahrs 1984 brachte. In Deutschland war der Film der meistgesehene Kinofilm des Jahres mit über fünf Millionen Besuchern.
Er ist auch der einzige Film der Serie, der zumindest teilweise positive Kritiken erhalten konnte. In der Internet Movie Database erreicht er in den Nutzerwertungen 6,7 von 10 möglichen Punkten. Bei den Wertungen professioneller Kritiker, die auf Rotten Tomatoes gesammelt und ausgewertet werden, erhielt er einen Anteil positiver Wertungen von 55 Prozent, während ihn das Publikum dort zu 64 Prozent positiv einschätzte.
Cinema schrieb, „die Kritiker maulten, das Publikum lachte“. Der „derbhumorige Spaß“ sei aber nur beim ersten Mal wirklich komisch.

„Chaos-Komödie mit derbem Klamauk und Lust an der Zerstörung.“

“It’s so bad, maybe you should pool your money and draw straws and send one of the guys off to rent it so that in the future, whenever you think you’re sitting through a bad comedy, he could shake his head, and chuckle tolerantly, and explain that you don’t know what bad is.”

„Er ist so schlecht, dass man Geld zusammenlegen und einen auslosen sollte, der zur Videothek gehen und ihn ausleihen soll, damit er in Zukunft jedes Mal, wenn man denkt, eine schlechte Komödie durchhalten zu müssen, seinen Kopf schütteln, tolerant kichern und dir erklären kann, dass du nicht weißt, was schlecht ist.“

## Synchronisation
Die deutsche Synchronisation des Films übernahm die Berliner Synchron GmbH Wenzel Lüdecke in Berlin, nach einem Dialogbuch und unter der Dialogregie von Arne Elsholtz.
| Rolle                    | Schauspieler        | Synchronsprecher        |
| ------------------------ | ------------------- | ----------------------- |
| Cadet Carey Mahoney      | Steve Guttenberg    | Arne Elsholtz           |
| Cadet Larvell Jones      | Michael Winslow     | Ronald Nitschke         |
| Cadet Eugene Tackleberry | David Graf          | Michael Nowka           |
| Cadet Douglas Fackler    | Bruce Mahler        | Stefan Krause           |
| Cadet Laverne Hooks      | Marion Ramsey       | Philine Peters-Arnolds  |
| Cadet Moses Hightower    | Bubba Smith         | Michael Chevalier       |
| Cadet Chad Copeland      | Scott Thompson      | Uwe Paulsen             |
| Cadet Kyle Blanks        | Brant van Hoffman   | Thomas Petruo           |
| Cadet Leslie Barbara     | Donovan Scott       | Hans-Jürgen Dittberner  |
| Cadet Karen Thompson     | Kim Cattrall        | Susanne Bonasewicz      |
| Cadet George Martin      | Andrew Rubin        | Frank Glaubrecht        |
| Cmndt. Eric Lassard      | George Gaynes       | Friedrich W. Bauschulte |
| Chief Hurst              | George R. Robertson | Eric Vaessen            |
| Lt. Thaddeus Harris      | G. W. Bailey        | Jürgen Kluckert         |
| Sgt. Debbie Callahan     | Leslie Easterbrook  | Anita Lochner           |
| Cpt. Reed                | Ted Ross            | Edgar Ott               |
| Mrs. Fackler             | Debralee Scott      | Marianne Lutz           |
| Prostituierte            | Georgina Spelvin    | Monica Bielenstein      |